# Сонячне затемнення 11 серпня 1999 року

Повне затемнення у Франції

Повне сонячне затемнення 11 серпня 1999 року відбулося із магнітудою затемнення 1,029. Через високу щільність населення в районах, де проходило затемнення, це було одне з найбільш переглянутих повних сонячних затемнень в історії людства, хоча в деяких районах на шляху повного затемнення (переважно в Західній Європі) видимість була погіршена через несприятливі погодні умови. Це було перше повне затемнення, яке можна було побачити Європі з 22 липня 1990 року.
Шлях місячної тіні розпочався в Атлантичному океані, після чого пройшов через південь Великої Британії, північ Франції, Бельгію, Люксембург, південь Німеччини, Австрію, Словенію, Хорватію, Угорщину та північ колишньої Югославії (Воєводину). Максимум затемнення був об 11:03 UTC за координатами 45°06′ пн. ш. 24°18′ сх. д. / 45.1° пн. ш. 24.3° сх. д. в Румунії, затемнення продовжилося через Болгарію, Чорне море, Туреччину, північно-східний край Сирії, північний Ірак, Іран, південний Пакистан і Срікакулам в Індії й завершилося в Бенгальській затоці. Часткове затемнення було видно на сході Канади, в Гренландії, Європі, Північній Африці, на Близькому Сході, в Центральній Азії, Південній Азії та Китаї.

## У популярній культурі
- Sleeping Sun (1999) фінського гурту Nightwish.